# Haus Dr. Deinhart

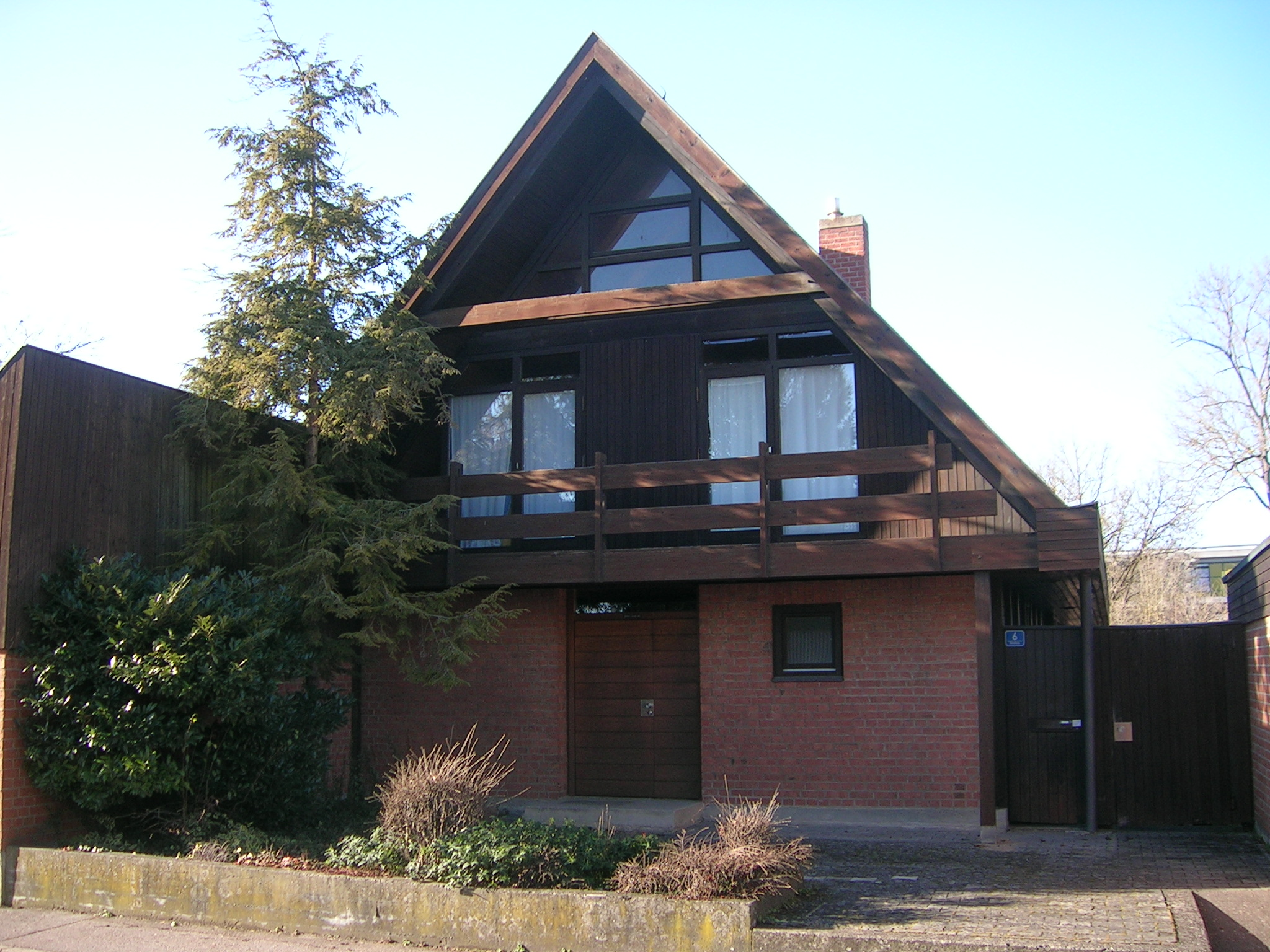
Straßenfassade

Das Haus Dr. Deinhart in Eichstätt-Schottenau wurde 1970 nach Plänen von Karljosef Schattner errichtet und ist unter Aktennummer D-1-76-123-677 in der Denkmalliste Bayern eingetragen.

## Geschichte und Architektur
Das eingeschossige Wohnhaus mit steilem Satteldach steht in der Schottenau 6 und besitzt eine Holzständerkonstruktion mit Mauerausfachungen in Ziegelstein. Das von 1968 bis 1970 errichtete Haus wird von einem mit Freisitz mit Pultdach und einem flachgedeckten Garagenbau vollendet. Mitarbeiter von Schattner war Anton Nitsch, Bauingenieur war Kurt Stepan und Gartenarchitekt Gerhart Teutsch zeichnete verantwortlich für die Gartenanlage mit Einfriedung.

## Baudenkmal
Das Haus, Einfriedung und der Garten stehen unter Denkmalschutz und sind im Denkmalatlas des Bayerischen Landesamtes für Denkmalpflege und in der Liste der Baudenkmäler in Eichstätt eingetragen.

## In der Nähe
- Willibald-Gymnasium von Eberhard Schunck und Mitarbeiter Jörg Homeier
- Sprachheilschule von Schunck & Partner
- Zentralbibliothek von Behnisch & Partner
- Förderschule Diezinger & Kramer

## Literatur

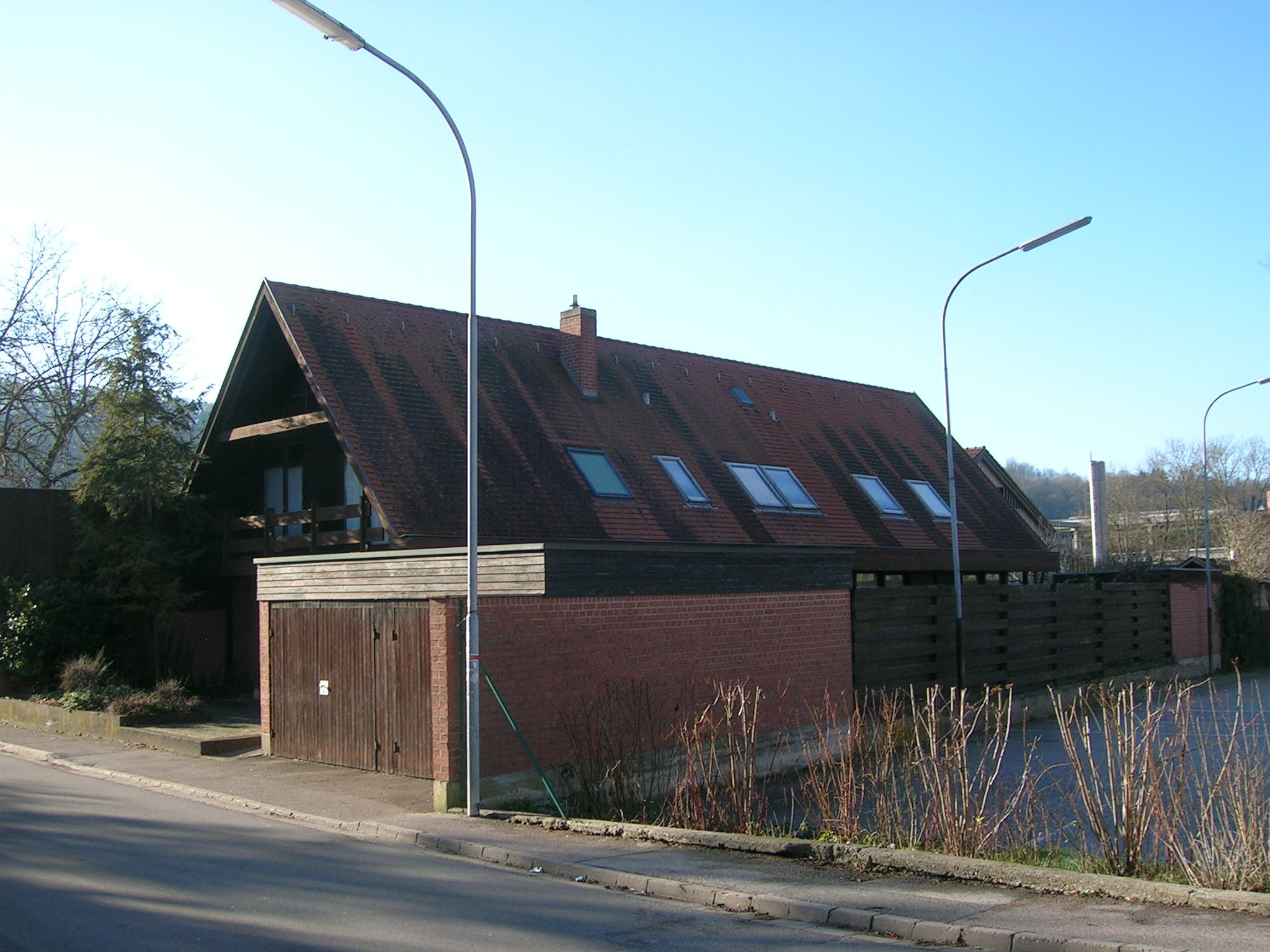
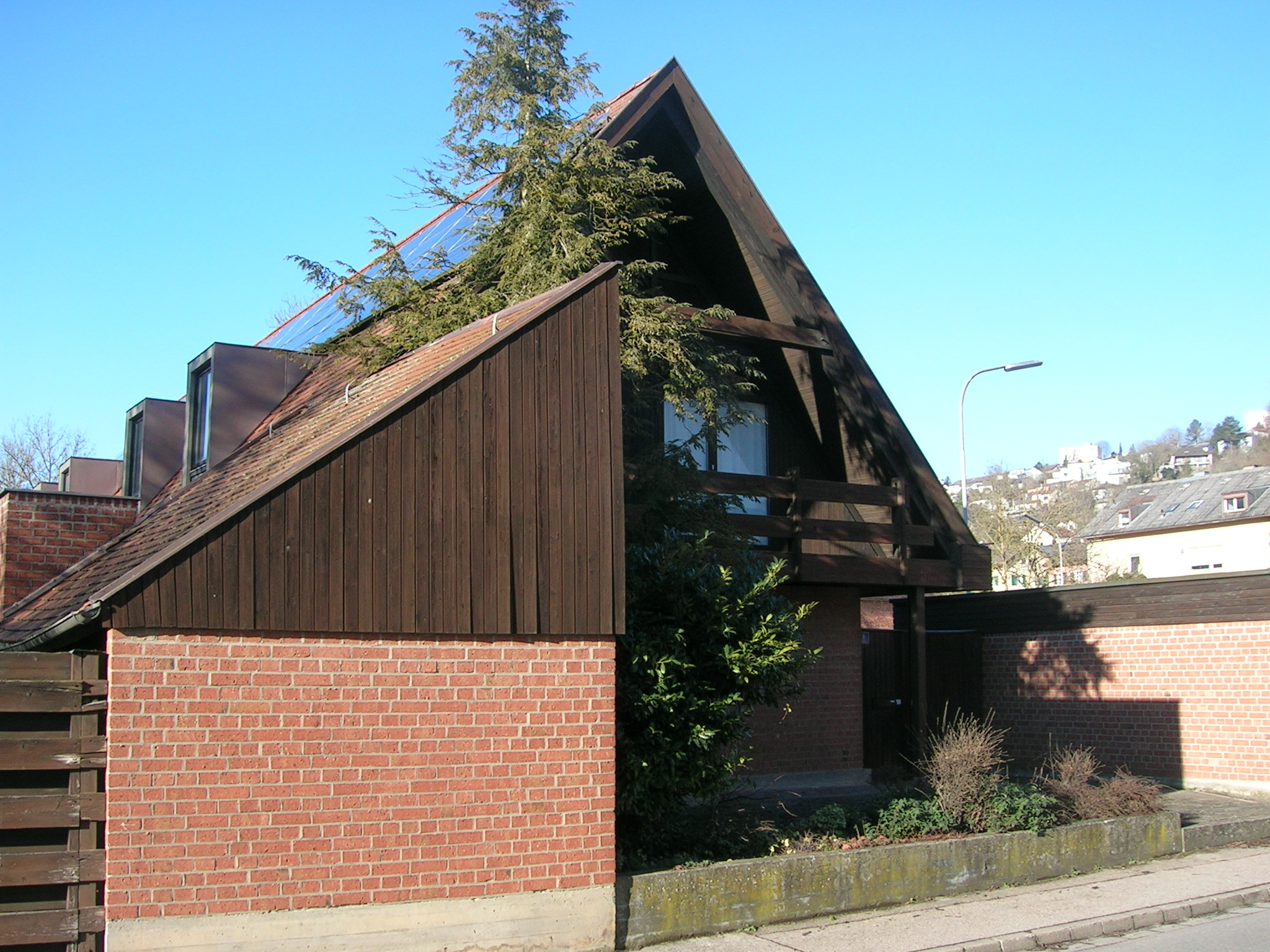
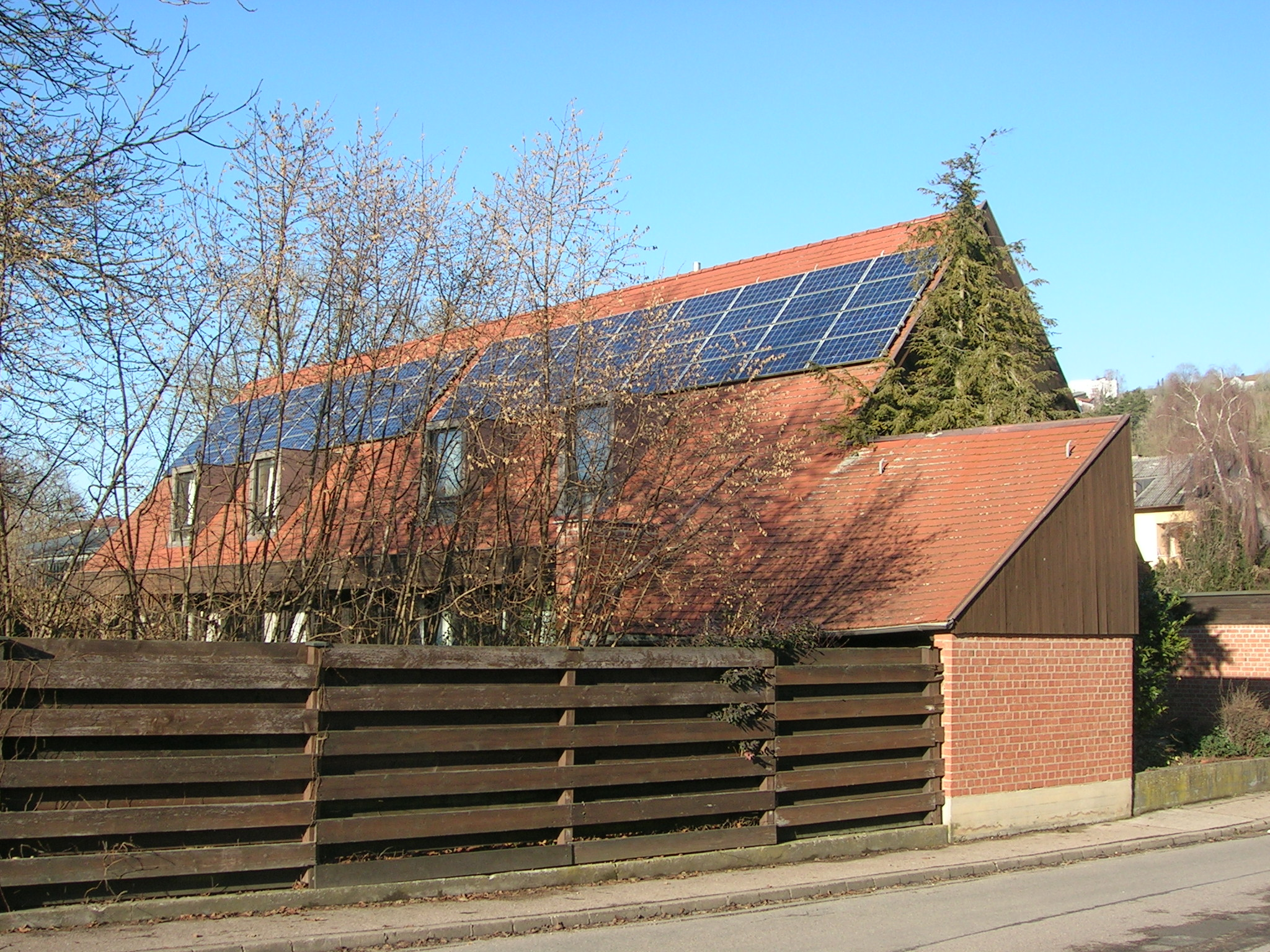
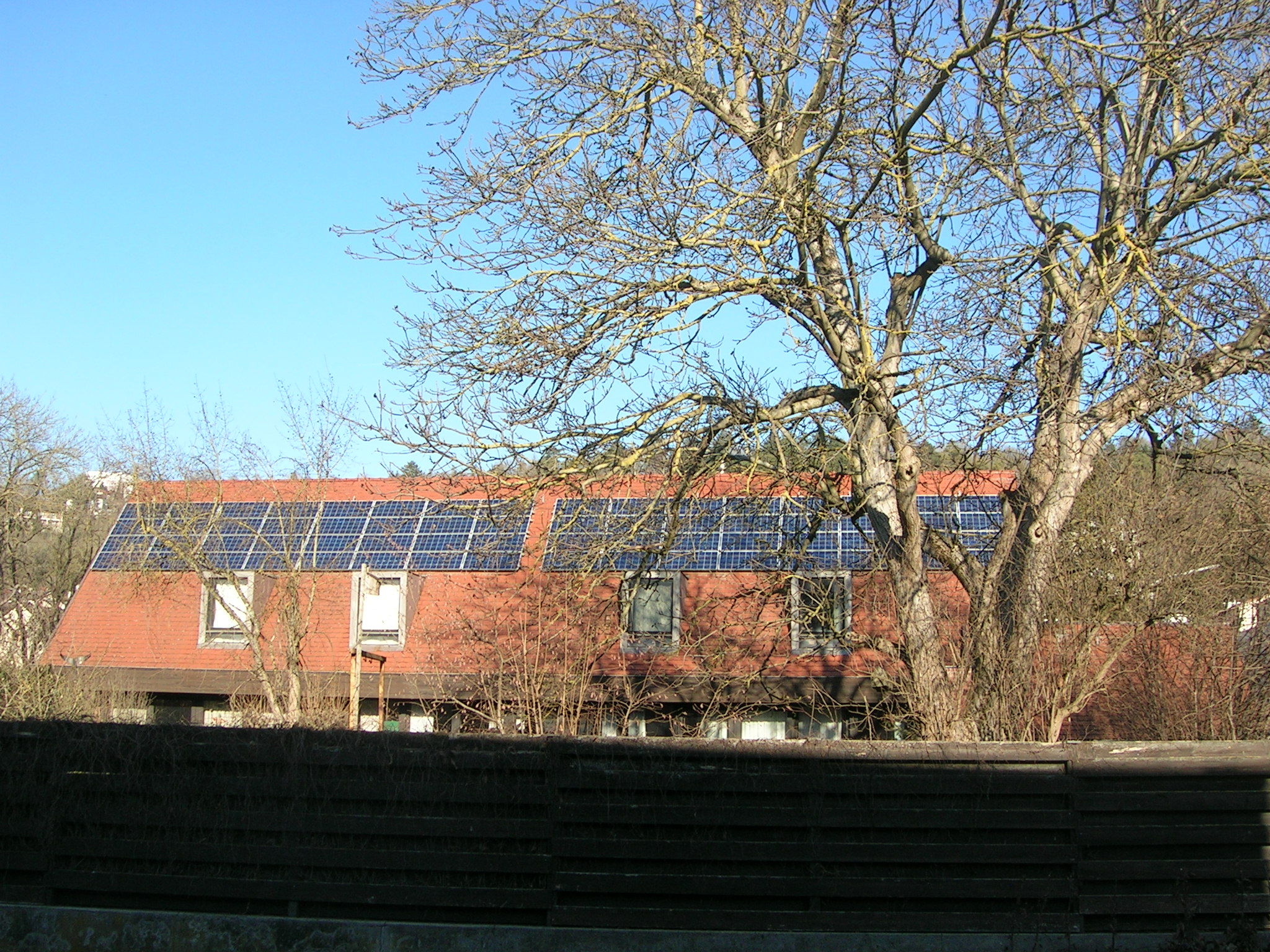